# Chevrolet Epica
De Chevrolet Epica is een Europese sedan in de hoge(re) middenklasse. Het model volgt in het Chevrolet-gamma de Evanda op en in het hele GM-gamma vult het de leegte op die de Opel Omega heeft achtergelaten. Op sommige markten heet de Epica nog immer Chevrolet Evanda, hoewel in de VS de naam Daewoo Tosca wordt gebruikt.

## Ontwerp
Grosso modo neemt de Epica het concept van de Evanda over. Dit wil zeggen, een sedan. Met afmetingen van 4,805 m lang, 1,81 m breed en 1,45 m hoog, die de kofferruimte 480 liter groot maken (45 meer dan de Evanda), de rijkere uitrusting (dan de Evanda) en de komst van zescilinders (de Evanda had alleen een viercilinder), nestelt het model zich in de hoge(re) middenklasse en positioneert zich dus hoger dan haar voorganger. De wielbasis is 2,7 meter lang met een spoorbreedte vooraan van 1,55 meter en achteraan van 1,545 meter. De auto weegt tussen de 1460 kg en 1500 kg.

## Motorisatie
De tweeliter-diesel, die voorlopig alleen in de Captiva lag en de eerste dieselmotor is die ooit in een Chevy werd geplaatst, ligt deze nu ook in de Epica. Verder zijn er de benzinemotoren met zes cilinders. Allebei de krachtbronnen zijn lijnmotoren met een cilinderinhoud van 2.0 en 2.5 liter. Auto's die aangedreven worden door een zes-in-lijn met kleine motorinhoud zijn zeldzaam, vooral als hij overdwars ligt, wegens de inbouwproblemen. De ontwerpers moesten dus overal waar mogelijk plaats besparen. De cilinderwanden staan 83 mm uit elkaar, de twee bovenliggende nokkenassen en de 24 kleppen worden bediend door een (smalle) ketting en niet door een (plaatsrovende) riem. Randorganen (zoals de dynamo, aircocompressor en dergelijke) bevinden zich vóór de motor.

### 2.0 benzine
- Maximumvermogen: 144 pk bij 6400 t/m
- Maximumkoppel: 195 Nm bij 4600 t/m.
- Normverbruik: gemiddeld 11,4 liter in de stad, 6,3 liter erbuiten en 8,2 liter gemengd.
- Acceleratie 0–100 km/u: 9,9 sec.
- Topsnelheid: 207 km/u

### 2.0 diesel
De dieselmotor is de 2.0 VCDI. Dit is een motor met een enkele bovenliggende nokkenas (SOHC) met vier kleppen per cilinder.
- Maximumvermogen: 110 kW/150 pk bij 4000 t/m.
- Topsnelheid: 200 km/u.
- Brandstofsysteem: Common rail Diesel.

Er is voorzien dat er naast de 150pk diesel nog een 127pk versie zal komen. Deze zal fiscaal guinstiger zijn.

### 2.5 benzine
- Maximumvermogen: 156 pk bij 5800 t/m
- Maximumkoppel: 237 Nm bij 4000 t/m.
- Normverbruik: gemiddeld 13,8 liter in de stad, 6,6 liter erbuiten en 9,3 liter gemengd.
- Acceleratie 0–100 km/u: 9,9 sec.
- Topsnelheid: 209 km/u

## Transmissie
De tweeliter krijgt de manuele versnellingsbak met vijf verhoudingen uit de Kalos, de Lacetti en de Aveo. Die GMDAT-overbrenging wordt echter niet in de 2.5 gemonteerd. Die krijgt een automatische versnellingsbak met vijf verhoudingen. De vijftrapsautomaat is ontwikkeld door de Japanse onderneming Aisin en beschikt over een sequentiële stand (schakelen met flippers aan het stuur).

## Uitrusting
De Epica is verkrijgbaar in twee uitrustingsniveaus die de naam LS en LT dragen. De LT omvat standaard een snelheidsregelaar, een multifunctioneel stuur met lederen bekleding en met hoogte- en diepteverstelling, een met leder omrande versnellingspookknop, een met leder bekleed interieur, een boordcomputer, zes airbags, Isofix-bevestigingspunten, een parkeerhulp achteraan, een neerklapbare achterbank, een regensensor, vier elektrisch bedienbare zijruiten, mistlampen vooraan, een verwarmbare voorruit, een elektronische klimaatregeling, een alarmsysteem, verwarmbare voorstoelen met verstelbare lendensteun, een centrale armsteun voor- en achteraan, een elektrisch achtvoudig verstelbare bestuurdersstoel, lichtmetalen velgen, centrale deurvergrendeling met afstandsbediening, een elektrochrome achteruitkijkspiegel, elektrisch verstelbare en elektrisch inklapbare zijspiegels met verwarming, een audio-installatie met mp3-speler en een antispinsysteem. Een stabiliteitscontrole is niet verkrijgbaar, ook niet tegen meerprijs: het maakt zijn opwachting pas in 2007. De optielijst telt slechts een lpg-installatie en mica- of metaalglanslak.

## Concurrentie
De Epica heeft in de hoge(re) middenklasse af te rekenen met heel wat rivalen, zowel binnen het GM-gamma als erbuiten.

### BinnenGeneral Motors
De Cadillac CTS, de Opel Signum en de Saab 9-5

### Andere
Onder andere de Audi A4, BMW 3-serie, Mercedes-Benz C-Klasse, Skoda Superb, Volkswagen Passat, Honda Accord, Hyundai Sonata, en de Kia Optima